# Theater Waidspeicher (Gebäude)

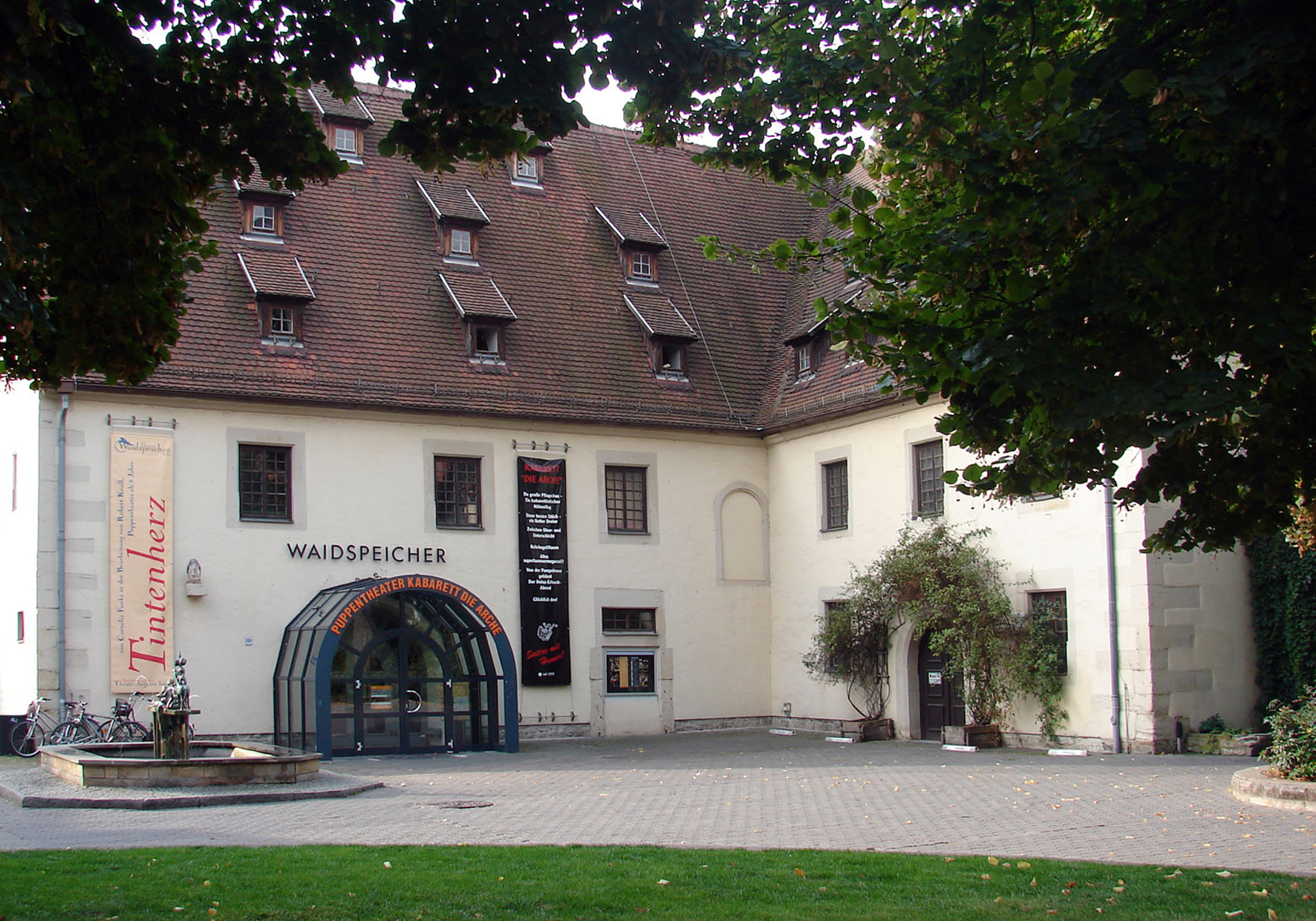
Theater Waidspeicher

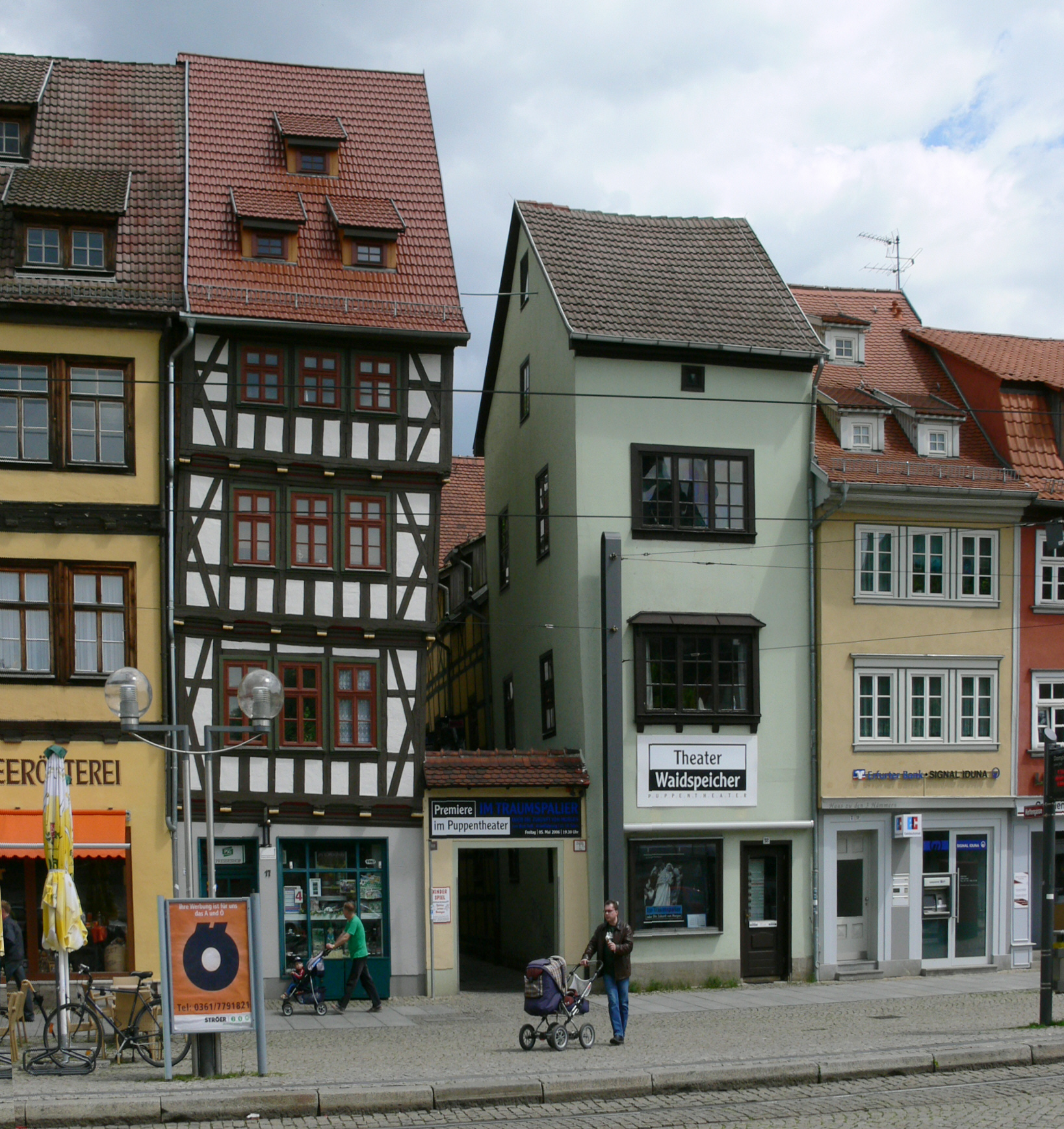
Gebäudeteil Domplatz 18 mit Theaterkasse

Das Theater Waidspeicher ist ein denkmalgeschütztes Gebäude an der Mettengasse im Komplex „Große Arche“ in Erfurt. Es beherbergt die beiden Ensembles Theater Waidspeicher und das Kabarett „Die Arche“.

## Geschichte
Zwischen 1540 und 1560 wurde das Gebäude als Lagerhaus (Speicher) erbaut. Da es ein Wirtschaftsgebäude war, ist die Erbauung nicht urkundlich belegt. Übereinstimmende Steinmetzzeichen im Waidspeicher und in den umliegenden Wohnhäusern, die urkundlich erwähnt sind, legen den vorgenannten Zeitraum nah. Das Gebäude diente ursprünglich der Lagerung und Verarbeitung von Waid. Solche Speichergebäude gab es im mittelalterlichen Erfurt viele, denn dem Waidhandel verdankte die Stadt in dieser Zeit ihren Wohlstand.
Im Lauf der Jahrhunderte gab es wechselnde Eigentümer und Nutzungen:
Für das Jahr 1639 ist eine Witwe Regine Seber nachweisbar, die das Anwesen „…Rote Lauengasse mit den Hintergebäuden“ besaß. 1643 erwarb der Saflorhändler und Biereigen Andreas Gompracht das Grundstück „Zum Großen und kleinen Siebenbürgen“ (Große Arche 17 und 18) und den Speicher zum Lagern und Trocknen von Waid. Hugo Lavay richtete 1671 im heutigen Puppentheatersaal vermutlich ein Versandlager für Waid ein. Davon zeugen die Bemalungen an den Unterzügen. Für das Jahr 1751 ist der Advokat, Oberzweiermann und Biereigen Wilhelm Josef Strake als Besitzer eingetragen. 1762 kauft der Waidhändler Johann Bernhard Müller den benachbarten Speicher „Haus zum Roten Löwen“ (Marktstraße 21). Um den bereits 1321 urkundlich erwähnten „Milchbrunnen“ im Innenhof legte er einen Grünhof mit Bäumen und einer mit Putten besetzten Mauer an, der bis 1960 existierte. Der Kaufmann und Tabakfabrikant Johann Bernhard Hoffmann gründete 1797 die Fabrik „Hoffman und Triebel“. Er nutzte den Waidspeicher zusammen mit dem Grundstück „Haus zum Goldenen Stern“ (Markstraße 50) und der dort noch vorhandenen Tabakmühle. Der Waidspeicher wurde zur Tabaktrocknung und Verarbeitung bis in die jüngere Vergangenheit genutzt. Um 1960 diente er der Nutzung als Lagerraum für Gärtnereibedarf und der Lagerung von Möbelteilen.
1978 erwarb der Rat der Stadt das Grundstück von der Familie Hoffmann. Von 1983 bis 1986 wurde das denkmalgeschützte Gebäude unter der Leitung von Gerhard Schade komplett restauriert und als ständige Theaterspielstätte umgebaut (Innengestaltung: Lothar Krone, Anfertigung des Hauptvorhangs im Puppentheatersaal: Klaus-Dieter Klotz). Unter denkmalpflegerischen Gesichtspunkten wurden Mauerwerk und Balkenkonstruktionen sowie Teile von deren repräsentativer Bemalung aus dem 17. Jahrhundert erhalten. 1986 fand die Eröffnung des „Theaters Waidspeicher“ als dritte Spielstätte der Städtischen Bühnen Erfurt mit Sälen für Puppentheater (142 Plätze) und Kabarett (95 Plätze) statt. Im Dachgeschoss finden die Funktionsräume platz. Das Wohnhaus Domplatz 18 wurde später dem Theaterbau angegliedert. In ihm befinden sich die Theaterkasse, das Atelier und ein Probezimmer.
Im Sommer 2001 erfolgt die Umgestaltung des unteren Foyers unter Leitung des Innenarchitekten Lothar Krone. Im Sommer 2002 wurde der Saal des Puppentheaters mit Unterstützung durch den Förderverein des Theaters Waidspeicher e.V. mit neuen Stühlen ausgestattet.